# آلی هیلیس
آلی هیلیس (انگلیسی: Alecia "Ali" Hillis؛ زادهٔ ۲۹ دسامبر ۱۹۷۸) یک هنرپیشه اهل ایالات متحده آمریکا است. وی از سال ۱۹۹۹ میلادی تاکنون مشغول فعالیت بوده‌است.

## گزیده فیلمشناسی
از فیلم‌ها یا برنامه‌های تلویزیونی که وی در آن نقش داشته‌است می‌توان به آثار زیر اشاره کرد.
- استووی گریفن: داستان ناگفته (۲۰۰۵)
- ناروتو (۲۰۱۳; ۲۰۱۶–۱۷)
- کودک دل‌شکسته
- تفنگ آمریکایی
- باید سگ‌ها را دوست داشت
- هدیه نهایی ۲۰۰۶